# Saint-Geniès-Bellevue
Saint-Geniès-Bellevue is een gemeente in het Franse departement Haute-Garonne (regio Occitanie). De plaats maakt deel uit van het arrondissement Toulouse. Saint-Geniès-Bellevue telde op 1 januari 2022 2.492 inwoners.

## Geografie
De oppervlakte van Saint-Geniès-Bellevue bedroeg op 1 januari 2022 3,78 vierkante kilometer; de bevolkingsdichtheid was toen 659,3 inwoners per km².

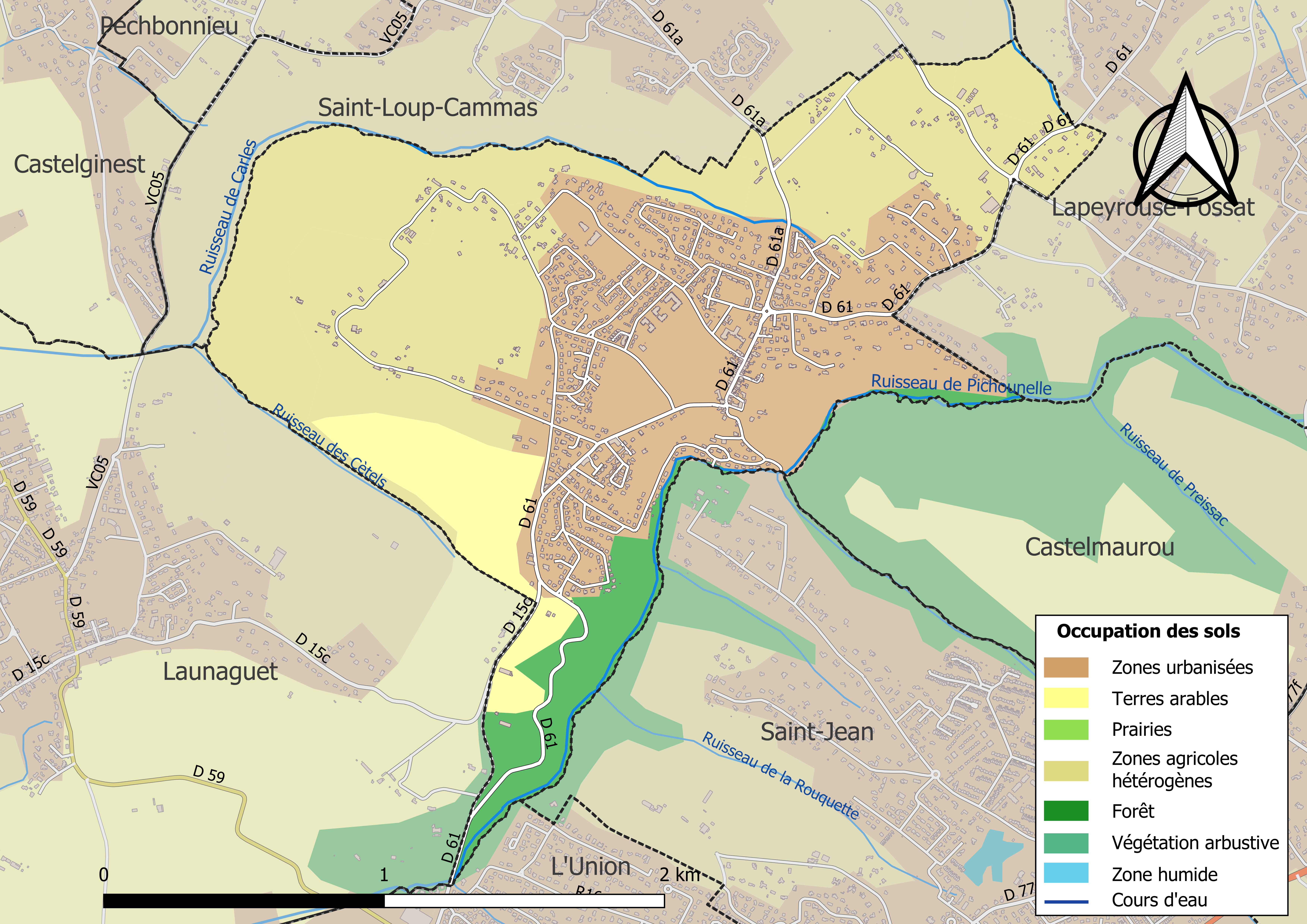
Kaart van de gemeente met belangrijkste infrastructuur, bodemgebruik en omliggende gemeenten

## Demografie
De figuur toont het verloop van het inwonertal (bron: INSEE-tellingen).